# Steve McShane
Steve McShane (Freeport, 25 settembre 1996) è un giocatore di football americano statunitense, che gioca come runningback per i Danube Dragons.
Dopo aver giocato per la squadra universitaria degli Western Illinois Leathernecks, passa agli Houston Roughnecks della XFL; nel 2020 firma con i Leipzig Kings, mentre nel 2024 si trasferisce ai Danube Dragons.